# Реута Олександр Васильович
Олександр Васильович Реута (1 вересня 1912, Золотухи — 16 травня 1983, Харків) — український радянський графік та художник-монументаліст; член Харківської організації Спілки радянських художників України з 1968 року.

## Біографія
Народився 1 вересня 1912 року в селі Золотухах (нині Лубенський район Полтавської області, Україна). Протягом 1950—1954 років навчався у Харківському художньому училищі, був учнем Льва Фітільова.
З 1964 року працював художником Харківського художньо-виробничого комбінату Художнього фонду УРСР. Мешкав у Харкові в будинку на вулиці Лебединській, № 16б. Помер у Харкові 16 травня 1983 року.

## Творчість
Працював в галузі станкової графіки, переважно у техніці ліногравюри та монументально-декоративного мистецтва. Серед робіт:
графіка
- «На рідній оселі» (1960);
- «Щоб лани широкополі, і Дніпро, і кручі було видно, було чути…» (1961);
- «На Харківщині» (1961);
- «Полтава» (1964);
- «Свято» (1967);
- «Молоду везуть» (1968).

мозаїчні панно
- «Партизани» в готелі «Україна» у Глухові (1964);
- «Свято врожаю» на Будинку культури в селі Новоселиці Хмельницької області (1970—1971).

Брав участь у республіканських, всесоюзних і міжнародних виставках з 1960 року.